# Telegram (software)
Telegram este un serviciu de mesagerie instantă și VoIP dezvoltată de Telegram Messenger LLP, companie înregistrată în Londra, Regatul Unit, și înființată de antreprenorul rus Pavel Durov. Versiuni ale aplicației sunt disponibile pentru Android, iOS, Windows Phone, Windows NT, macOS și Linux. Utilizatorii pot trimite mesaje text, imagini, clipuri video, fișiere audio sau de orice alt tip.
Numărul utilizatorilor activi lunar ai serviciului de la sfârșitul lunii martie 2018 este de peste 200 de milioane de persoane. În august 2017, în canalul său de telegram, Pavel Durov a raportat că numărul de utilizatori crește cu peste 600 mii zilnic.
Mesajele și mijloacele media din telegram sunt doar criptate client-server și stocate pe servere în mod prestabilit. Serviciul oferă criptarea end-to-end pentru apelurile vocale și chaturile „secrete” criptate end-to-end între doi utilizatori online, dar nu pentru grupuri sau canale.
Modelul de securitate al telegramului a primit critici notabile de către experții în domeniul criptografiei. Aceștia au criticat modelul general de securitate pentru stocarea permanentă a tuturor contactelor, a mesajelor și a suporturilor media împreună cu cheile lor de decriptare pe serverele sale în mod implicit și prin faptul că nu permite, în mod implicit, criptarea end-to-end a mesajelor. Pavel Durov a susținut că acest lucru se datorează faptului că ajută la evitarea copierii nesolicitate și permite utilizatorilor să acceseze mesaje și fișiere de pe orice dispozitiv. De asemenea, experții în criptografie au criticat utilizarea de către Telegram a unui protocol de criptare proiectat în mod particular, care nu a fost dovedit sigur.
Telegramul s-a confruntat cu cenzură sau interdicții clare în unele țări, în legătură cu acuzațiile că serviciile aplicației au fost utilizate pentru a facilita activități ilegale, cum ar fi protestele și terorismul, precum și cererile în scădere pentru a facilita accesul guvernului la datele și comunicațiile utilizatorilor.

## Istoric
Proiectul a fost creat de Pavel Durov, fondatorul rețelei sociale VKontakte. Într-un interviu acordat revistei The New York Times, Pavel a spus că ideea inițială a aplicației a venit în 2011, când forțele speciale au venit la ușă. Când aceștia au plecat, Durov i-a scris imediat fratelui său Nicolae. Apoi și-a dat seama că nu avea nici o cale sigură de a comunica cu fratele său. Serviciul este construit pe tehnologia de criptare a corespondenței MTProto, dezvoltată de fratele lui Pavel — Nicolai. Telegram însăși a fost inițial un experiment deținut de Pavel de la Digital Fortress, cu scopul de a testa MTProto la sarcini mari.
La 14 august 2013, a fost introdus primul client Telegram pentru dispozitive iOS.
În data de 22 august 2013, unul dintre participanții la concursul Android Challenge al lui Durov a scris și a publicat prima aplicație pentru sistemul de operare Android compatibil cu Telegram (folosind același protocol MTProto).
În octombrie, proiectul a deschis un site web, unde a fost prezentată versiunea oficială a Telegramului pentru Android open source (GPL2). Versiunea anterioară a programului este disponibil sub numele de «Unofficial Telegram S».
La data de 7 noiembrie 2013, au apărut clienții terți ai serviciului pentru Windows și MacOS cu funcționalitate limitată. Sa dezvoltat și conceptul de versiune web a clientului.
În noiembrie, în conformitate cu «TJournal», programul avea aproximativ 1 milion de instalații.
În ianuarie 2014, a fost lansată o versiune web neoficială a Webogram de la fostul dezvoltator al lui VKontakte Igor Jukov.
21 iulie 2014, în App Store a apărut aplicația Telegram HD pentru iPhone și iPad, care a fost încărcată de Telegram Messenger LLP.
Noua aplicație a primit o versiune specială pentru Apple iPad, suport îmbunătățit pentru filme și fotografii de înaltă definiție, a adăugat posibilitatea de a trimite imagini animate în format GIF. Pe site-ul oficial al mesagerului ca client pentru iOS, este indicată această aplicație.
Pe 15 octombrie 2014, Telegram a adăugat suport pentru pseudonimele, prin care este posibil să se contacteze utilizatorii fără a cunoaște chiar numărul lor de telefon și a fost lansat un client web.
La 2 ianuarie 2015, a fost adăugată asistența pentru autocolante în Telegram. Inițial, aplicația are 14 autocolante, însă orice utilizator le poate modifica sau adăuga propriile. Spre deosebire de multe aplicații, autocolantele Telegram sunt complet gratuite.
În februarie 2016, unul dintre creatorii Telegram, Pavel Durov, a spus că peste 100 de milioane de persoane folosesc deja mesagerul, în timp ce serviciul livrează în jur de 15 miliarde de mesaje în fiecare zi. În septembrie 2015, Telegram a transmis 12 miliarde mesaje pe zi.
În aprilie 2016, a devenit cunoscut faptul că, în mai 2015, Google a avut în vedere posibilitatea de a cumpăra mesagerul pentru mai mult de 1 miliard de dolari.
În mai 2016, a fost posibilă editarea mesajelor trimise. Este posibil să se efectueze modificări în termen de două zile de la momentul trimiterii. În acest caz, în mesaj va apărea o etichetă specială.
Pe 22 noiembrie 2016, dezvoltatorii au lansat proiectul Telegraph - o platformă blog, un instrument gratuit de publicare care vă permite să creați publicații, recenzii, inserați fotografii și toate tipurile de cod încorporat. Telegraph este un hibrid al unei platforme de blog, o mesagerie și o platformă (similară cu Media), cu conceptul de imagine anonimă. 
Pe 3 ianuarie 2017, unul dintre dezvoltatori a adăugat posibilitatea de a șterge mesajele trimise. După ștergerea de către expeditor a mesajului, interlocutorul nu poate vedea mesajul șters.
În martie 2017, V.D. Solovey, citând o sursă anonimă, a raportat că serviciile speciale rusești au avut acces la mesajele utilizatorilor și la arhiva lor timp de trei ani. Pavel Durov a numit această afirmație o rață.
Pe 15 mai 2017 a devenit cunoscut faptul că versiunea desktop a Telegram a reușit să facă apeluri.
Pe 16 mai 2017, administrația Telegram a anunțat că nu va furniza informații organelor de stat rusești.
Pe 19 mai 2017, împreună cu noua actualizare a telegramei pentru iOS, jocurile încorporate au fost eliminate din HTML5. Potrivit fondatorului mesageriei Pavel Durov, reprezentanții App Store nu au aprobat publicarea unei noi versiuni a mesageriei cu jocuri încorporate, amenințând echipa de Telegram prin înlăturarea aplicației din magazin. 
La 28 iunie 2017, Roskomnadzor a intrat în program în «Registrul distribuitorilor de informații».
La 27 septembrie 2017, Durov a raportat cererea FSB din 14 iulie de a furniza «informațiile necesare pentru decodarea mesajelor electronice recepționate, transmise, livrate și/sau prelucrate», precum și redactarea ulterioară a unui protocol administrativ pentru nerespectarea acestei cerințe.
În noiembrie 2017, canalul de Telegram a fost blocat pentru prima dată din cauza pirateriei audio.
La 20 martie 2018, Curtea Supremă a Rusiei a recunoscut cerința legală a FSB de a furniza cheile pentru a decripta corespondența Telegram. În aceeași zi, Roskomnadzor a anunțat Telegram despre necesitatea de a îndeplini cerințele legii privind furnizarea de informații FSB-ului Rusiei. Dacă în termen de 15 zile Telegram nu furnizează chei de criptare pentru FSB, aceasta poate fi blocată în Rusia. Creatorul mesagerului a anunțat refuzul de a emite cheile de criptare la corespondența FSB în Telegram.
29 martie 2018 a fost un eșec în mesagerie. Problema a afectat atât aplicația, cât și clientul web. Potrivit companiei, problema a afectat oamenii din Europa, Orientul Mijlociu și CSI. Utilizatorii au pierdut capacitatea de a schimba mesaje, de a face înregistrări în chaturi și canale de grup, precum și de a efectua apeluri. Potrivit lui Pavel Durov, motivul este oprirea energiei electrice într-una din centrele de date. Potrivit lui Kommersant, canalele de rezervă probabil că nu au funcționat din cauza erorilor în configurația sistemului.
La 26 iulie 2018, mesageria a lansat Telegram Passport. Acest serviciu poate stoca date cu caracter personal - pașapoarte, pașapoarte străine, chitanțe, facturi de utilitate și alte documente. Ele pot fi descărcate o singură dată în memoria de stocare a Telegram, protejate prin criptare end-to-end și apoi partajate cu serviciile care necesită autorizare. Anterior, aceste documente trebuiau reîncărcate de fiecare dată. Mesageria însuși nu va avea acces la aceste date.
La 28 august 2018, avocatul mesangeriei Pavel Chikov a anunțat că Telegraful a fost de acord să transfere către serviciile speciale adresele IP și numerele de telefon ale utilizatorilor suspectați de terorism în baza unei hotărâri judecătorești.
„ «Amenințările la blocarea Telegram, dacă nu oferim date personale ale utilizatorilor, nu duc la nimic. Telegram protejează libertatea și intimitatea» ”— Pavel Durov 
La 24 martie 2019, Telegram a oferit posibilitatea de a șterge complet mesajele de la sine și interlocutor, indiferent de termen.

### Număr de utilizatori
|  | Graficele sunt indisponibile din cauza unor probleme tehnice. Mai multe informații se găsesc la Phabricator și la wiki-ul MediaWiki. |

În octombrie 2013, Telegram avea 100.000 de utilizatori activi. În 24 martie 2014, Telegram a anunțat că mesageria a ajuns la 35 de milioane de utilizatori pe lună și la 15 milioane de utilizatori activi. În octombrie 2014, planurile guvernului sud-coreean pentru monitorizarea mesagerilor au forțat mulți cetățeni să treacă la Telegram. În decembrie 2014, Telegram a anunțat că mesageria are 50 de milioane de utilizatori activi, generând 1 miliard de mesaje zilnice și că 1,000,000 de utilizatori au conturi în fiecare săptămână în mesager. În septembrie 2015, a fost anunțat că aplicația are 60 de milioane de utilizatori activi și oferă 12 miliarde de mesaje zilnice. În februarie 2016, Telegram a anunțat că mesageria a ajuns la 100 de milioane de utilizatori activi, 350.000 de utilizatori noi fiind înregistrați zilnic și 15 miliarde de mesaje trimise, iar în martie 2018 audiența Telegram a crescut la 200 de milioane de utilizatori activi. În data de 14 martie 2019, Pavel Durov a susținut că „3 milioane de utilizatori noi s-au înscris pentru Telegram în ultimele 24 de ore.” Durov nu a specificat ce a determinat această inundație de noi înregistrări, însă perioada s-a potrivit cu o problemă tehnică prelungită la Facebook și familia sa de aplicații, inclusiv Instagram.
Potrivit Comisiei Securities and Exchange din SUA, numărul de utilizatori lunari pe telegram din octombrie 2019 este de 300 de milioane de oameni în întreaga lume. 
Pe 24 aprilie 2020, Telegram a anunțat că a ajuns la 400 de milioane de utilizatori activi și a lansat, de asemenea, un concurs pentru crearea de teste educaționale. Fondul de premii se va ridica la 400 de mii de euro..
Pe 12 ianuarie 2021, Pavel Durov a anunțat că în prima săptămână a lunii ianuarie Telegram a depășit 500 de milioane de utilizatori activi lunar, iar numărul de utilizatori continuă să crească. În ultimele 72 de ore, au apărut aproximativ 25 de milioane de utilizatori noi.

## Tehnologie

### Schemă de criptare

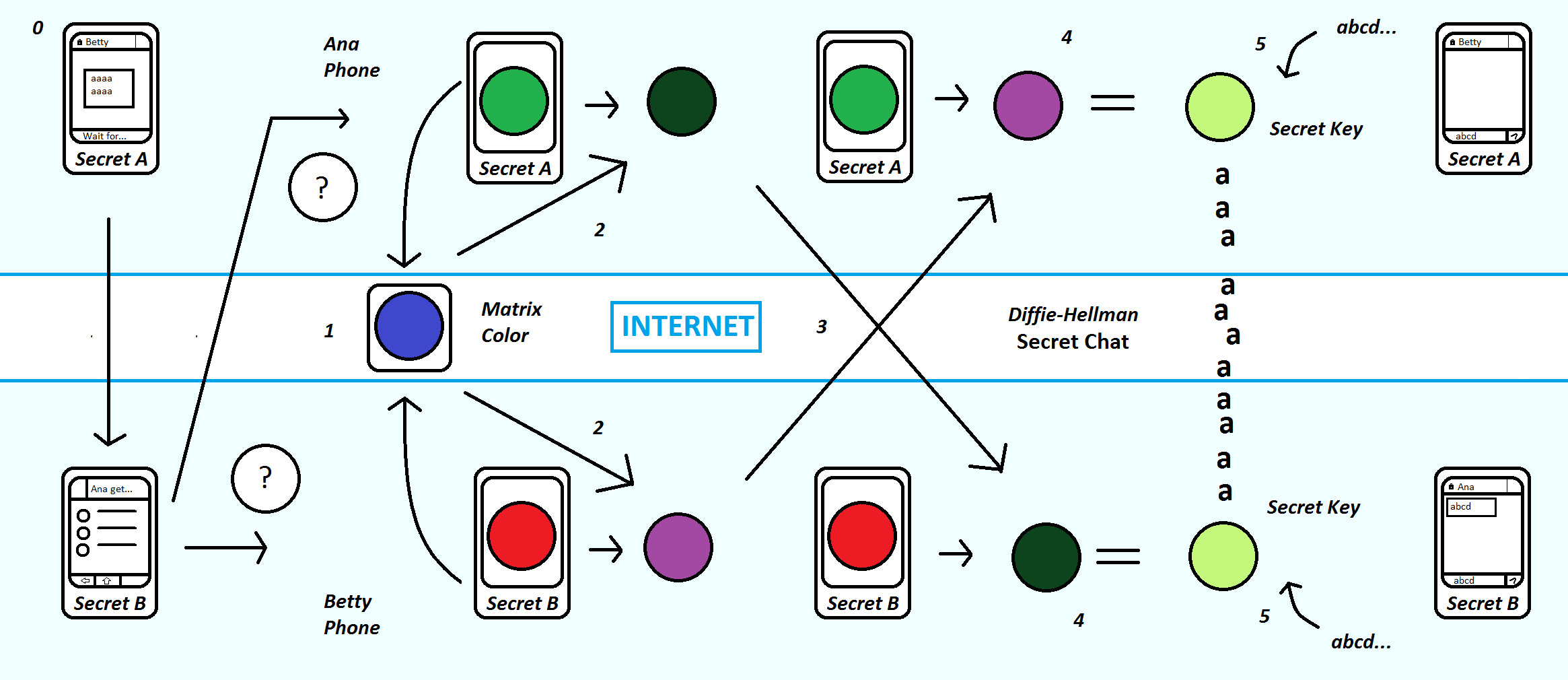
O ilustrare simplificată a schemei de criptare MTProto.

Pentru messenger, a fost creat protocolul MTProto. Atunci când se autorizează și se autentifică, algoritmii RSA-2048, DH-2048 sunt utilizați pentru criptare; atunci când se trimit mesaje de protocol către rețea, acestea sunt criptate cu AES cu o cheie cunoscută clientului și serverului. Se utilizează, de asemenea, algoritmi de hash criptografic SHA-1 și MD5.

### Servere
Telegram Messenger LLP are servere într-o serie de țări din întreaga lume pentru a îmbunătăți timpul de răspuns al serviciului lor. Programul Telegram pe partea de server este sursa închisă și este proprietar. Pavel Durov a spus că ar necesita o reproiectare arhitecturală majoră a software-ului din partea serverului pentru a conecta servere independente la norul Telegram.

### Aplicații client
Telegram are diverse aplicații client, unele dezvoltate de Telegram Messenger LLP și altele de comunitate. Cele mai multe dintre acestea sunt gratuite și open-source și sunt lansate sub licența GNU General Public version 2 sau 3.
Specificații comune:
- Nu există opțiune de backup în cloud pentru chatul secret

| Nume               | Platforme                       | Oficial | Cod licență sursă         | Support pentru chaturile secrete | Note |
| ------------------ | ------------------------------- | ------- | ------------------------- | -------------------------------- | --- |
| Telegram           | Android 2.3 sau mai târziu      | Da      | GPLv2 sau mai târziu      | Da                               | Suportă tablete și ceasuri inteligente Android Wear. |
| Telegram Messenger | iOS 6 sau mai târziu            | Da      | GPLv2 sau mai târziu      | Da                               | Lansat în august 2013 pentru iPhone și iPod Touch și relansat în iulie 2014, cu suport pentru iPad și Apple Watch.                                                           |
| Telegram X         | iOS 8.0 sau mai târziu, Android | Da      | Proprietar                | Da                               | Un client alternativ de Telegram scris de la zero, cu o viteză mai mare, animații slicker, teme și o utilizare mai eficientă a bateriei. Versiunea iOS este scrisă cu Swift. |
| Telegram Messenger | Windows Phone                   | Da      | GPLv2 sau mai târziu      | Da                               | |
| Telegram           | Firefox OS                      | Da      | GPLv3                     | Nu                               | Bazat pe Webogram. |
| Telegram Desktop   | Windows NT, macOS, și Linux     | Da      | GPLv3 cu excepția OpenSSL | Nu                               | Client desktop bazat pe Qt. Clientul Windows NT este o aplicație desktop tradițională, publicată în modele: Cu aplicația de instalare, portabilă, Windows Store.             |
| Telegram           | macOS                           | Da      | GPLv2                     | Da                               | Client MacOS nativ. |
| Telegram           | Google Chrome și Chrome OS      | Da      | GPLv3                     | Nu                               | Bazat pe Webogram, publicat în Magazinul web Chrome. |
| Telegram CLI       | Linux, FreeBSD și macOS         | Nu      | GPLv2                     | Da                               | Interfață de comandă pentru Telegram. |
| Unigram            | Windows 10, Windows 10 Mobile   | Nu      | GPLv3                     | Da                               | O aplicație Platformă universală Windows publicată în Microsoft Store. |
| Telegram           | Ubuntu Touch                    | Nu      | GPLv2                     | Da                               | Bazat pe TelegramQML. |
| Cutegram           | Windows, macOS, și Linux        | Nu      | GPLv3                     | Da                               | Bazat pe Qt.. Abandonat, ultima construcție oficială - ianuarie 2016. |
| Sailorgram         | Sailfish OS                     | Nu      | GPLv3                     | Da                               | Bazat pe Cutegram. |
| Telegram-Purple    | macOS, și Linux                 | Nu      | GPLv2                     | Da                               | Plugin pentru Pidgin, Adium, Finch și alți messengeri bazați pe Libpurple. Windows sprijină abandonat, ultima construcție oficială - martie 2016.                            |
| Telegreat Desktop  | Windows, macOS, și Linux        | Nu      | GPLv3                     | Nu                               | Bazat pe TDesktop. |

Utilizatorii pot accesa, de asemenea, mesajele bazate pe cloud Telegram printr-o interfață oficială a browserului JavaScript numită Telegram Web (aka Webogram). Utilizatorii pot partaja imagini, fișiere și emoji cu contacte adăugate anterior; acest lucru funcționează în majoritatea browserelor moderne, precum Firefox, Safari și Google Chrome.

### API-uri
Telegram are API-uri publice cu care dezvoltatorii pot accesa aceeași funcționalitate ca aplicațiile oficiale ale Telegram pentru a-și construi propriile aplicații de mesagerie. În februarie 2015, creatorii clientului neoficial Whatsapp + au lansat aplicația Telegram Plus, redenumită ulterior la Plus Messenger, după ce proiectul lor inițial a primit o comandă de încetare și desistare de la WhatsApp. În septembrie 2015, Samsung a lansat o aplicație de mesagerie bazată pe aceste API.
Telegram oferă, de asemenea, un API care permite dezvoltatorilor să creeze roboți, care sunt conturi controlate de programe. În februarie 2016, Forbes a lansat un bot de știri bazat pe IA, care trimit poveștile populare către abonați și răspunde la interogări de căutare cu articole relevante. TechCrunch a lansat un bot similar în martie 2016.

## Caracteristici speciale

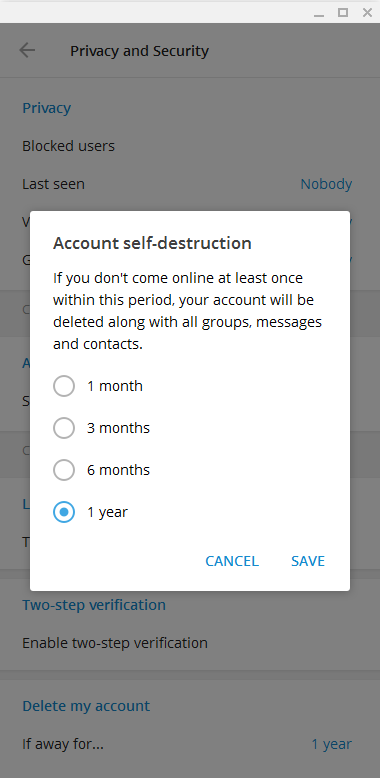
Autodistrugerea contului

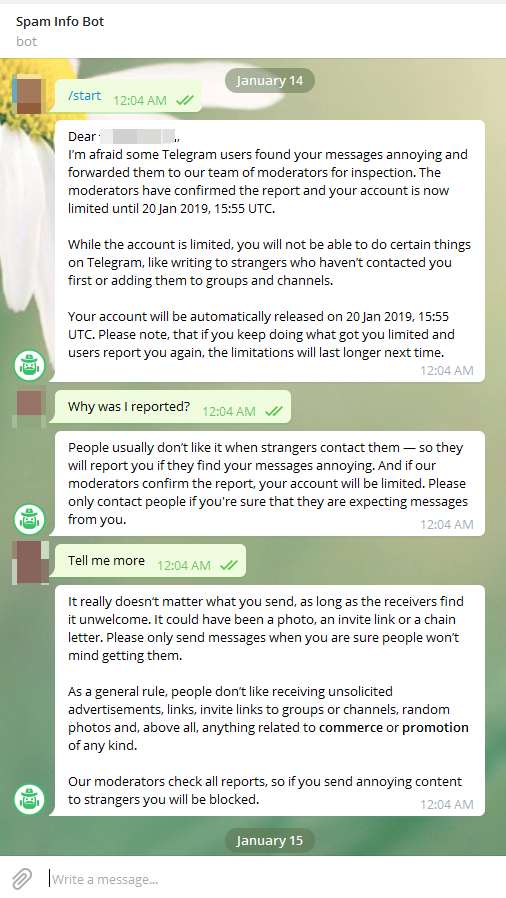
Utilizatorul a fost limitat.

Toate funcționalitățile din Telegram sunt împărțite în file. Fiecare filă este realizată sub formă de chat. În telegramă există 5 tipuri de astfel de conversații:
- dialoguri(→)
- grupuri(→)
- mesajele salvate(→)
- canale(→)
- chaturi cu roboți(→)

### Chaturi obișnuite
Chaturile obișnuite — sunt chaturi cloud între doi utilizatori. Deoarece istoricul mesajelor în astfel de chaturi este stocat în cloud, acesta este accesibil de pe toate dispozitivele pe care este instalată aplicația. Începând cu versiunea 5.5, care a fost lansată în martie 2019, în camerele de chat obișnuite a devenit posibilă ștergerea oricăror mesaje de chat pentru tine și pentru interlocutor.
În chaturile obișnuite, puteți seta un cronometru pentru a șterge fotografii sau videoclipuri. După expirarea timpului stabilit, fișierul va fi șters pentru ambele părți.

### Chaturile secrete
Chaturi secrete (Secret Chats) - un tip separat de chat care utilizează o criptare. Istoricul mesajelor din astfel de chaturi nu este stocat în cloud, ci doar pe dispozitivele expeditorului și destinatarului. În chaturile secrete nu pot fi retrimise mesaje.
În chaturile secrete, este posibil să setați un cronometru pentru a șterge mesajele sau fișierele după un anumit timp după citirea sau deschiderea lor. După expirarea timpului stabilit, mesajul va fi șters atât pentru expeditor, cât și pentru destinatar.

### Dialoguri
Designul și funcționalitatea dialogurilor nu este foarte diferit de celelalte mesangerii. Există caracteristici standard: mesaje vocale, mesaje video, atașarea fișierelor, autocolante, gif-animații și emoji, posibilitatea de a vedea că cealaltă persoană citește mesajul, previzualizează linkuri etc.

### Grupuri
Este posibil să se organizeze grupuri de până la 200 de participanți, începând din noiembrie 2015, supergrupuri de până la 1000 de participanți, din 14 martie 2016 - grupuri supranumite de până la 5000 de participanți. Din 30 iunie 2017, mărimea supergrupurilor a crescut la 10.000 de participanți, începând cu 30 ianuarie 2018 - supergrupuri la 100.000 de participanți.

### Mesaje salvate (favorite)
Toate mesajele necesare pot fi salvate într-o filă separată. De asemenea, puteți descărca un număr nelimitat de fișiere, adică messengerul oferă un nor infinit.

### Canale

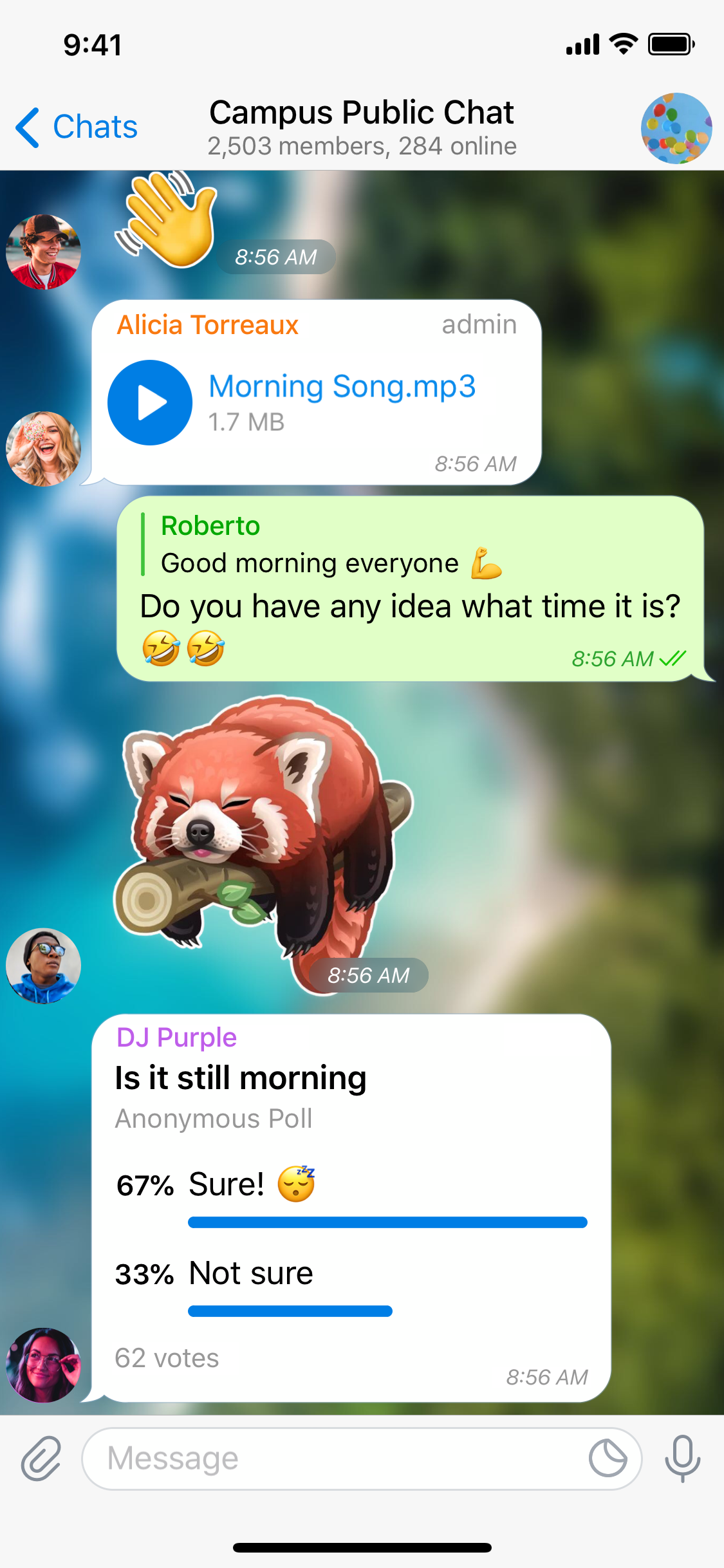
Sondaj anonim într-un grup de pe Telegram

Cea mai importantă caracteristică care distinge Telegram de concurenții săi poate fi considerată un instrument de comunicare în format de canale publice. Această metodă permite autorului sau grupului de autori să partajeze informații cu un număr nelimitat de persoane cu o distanță minimă între cititor și conținut, dar și să păstreze anonimatul.
Canalele de Telegram au trei diferențe cheie față de microblogging-ul standard (cum ar fi Twitter, Facebook, Tumblr ...):
- lipsa fluxurilor de știri algoritmice.
- feedback prin comentarii și reacții.
- anonimat.

#### Lipsa feedului de știri algoritmice
În cele mai populare rețele sociale, toate publicațiile afișate utilizatorului sunt afișate sub forma unui flux de știri care se adaptează automat la interesele utilizatorului, adică arată acele publicații care, după cum sugerează algoritmii, sunt cele mai interesante pentru el (utilizatorul). Se poate răsfoi fără sfârșit.
Canalul de Telegram se face sub formă de chat; dacă în ea apare o publicație, abonatul primește o notificare. Cu excepția a două cazuri:
1. Utilizatorul a dezactivat notificările din acest canal sau notificările dezactivate în principiu.
2. Autorul publicației a folosit «modul silențios».

Această caracteristică are mai multe avantaje și dezavantaje. De exemplu, într-un astfel de sistem, valoarea informațiilor crește, deoarece utilizatorii sunt mai puțin probabil să se aboneze la un canal cu conținut de calitate scăzută.

#### Feedback
Începând cu septembrie 2020 în canalele Telegram pot fi adăugate comentarii, prin atașarea unui grup. Din 30 decembrie 2021, în grupuri și canale au fost adăugate reacții la postări. În același timp, autorul canalului poate adăuga un vot, un sondaj sau o abilitate de a comenta la o intrare specifică a canalului folosind @like, @vote și @CommentsBot.

#### Anonimatul
Telegrama nu oferă nimănui, cu excepția administratorilor canalului, informații despre cine conduce canalul și care sa abonat la acesta. Din punct de vedere conceptual, canalele oferă cititorilor, pe de o parte, șansa de a se simți la același nivel cu autorul (publicațiile în canale arată la fel ca schimbul de mesaje personale, doar fără posibilitatea de a publica răspunsurile cititorilor) și pe de altă parte, permite utilizatorilor să folosească un sistem de coordonate convenabil într-un format separat de dialog (bazat pe cronologia publicării materialelor).

### Roboții
Utilizând un API special, dezvoltatorii terță parte pot crea «roboți», conturi speciale gestionate de programe. Roboții tipici răspund la echipe speciale în chaturi personale și de grup, pot căuta pe Internet sau pot îndeplini alte sarcini, sunt folosite în scopuri de divertisment sau în afaceri. 
În septembrie 2015, Pavel Durov a anunțat apariția iminentă a oportunităților de generare de bani și de publicitate în roboți.
La 18 mai 2017, a fost trimis un API de plată pentru robot. Pentru a permite utilizatorilor să testeze această funcție, un grup de testare a fost creat de echipa de Telegram, care propunea utilizatorilor să cumpere o mașină "Time Machine" (nu au fost preluați bani de la utilizatori).
BotPrize
În noiembrie 2016, au fost rezumate primele rezultate ale concursului de botprize pentru crearea de roboți pentru mesagerie. Dezvoltatorii au primit în total 200.000 de dolari.
În martie 2019, Asociația Utilizatorilor Profesioniști ai Rețelelor Sociale și Mesagerilor (APPSIM) l-a acuzat pe Pavel Durov că nu a plătit dezvoltatorilor 800.000 USD.

### Mai multe limbi
Telegram este tradus și continuă să fie tradus în următoarele limbi:
- Versiunea Windows: limba olandeză, cehă, franceză, poloneză, ucraineană, turcă și rusă;
- pentru Android: azeră, turcă, bielorusă, ucraineană, cehă, franceză, poloneză, uzbecă și rusă;
- pentru iOS (iPhone și iPad): bielorusă, ucraineană, cehă, poloneză, turcă și rusă;
- pentru OS X: bielorusă, poloneză și rusă.

În prezent, există o traducere comună în limbile: arabă, olandeză, franceză, germană, indoneziană/ malaeziană, italiană, coreeană, persană, portugheza braziliană, rusă, spaniolă, ucraineană.

### Stickere
Din mai 2015, utilizatorii aplicației își pot crea propriile stickere. Sticker-ele sunt imagini care pot ajuta la exprimarea emoțiilor mai bine decât emoji. Dacă scrieți emoji în câmpul de introducere a mesajului, vi se vor oferi mai multe sticker-e din care să alegeți, care pot fi trimise în loc. În septembrie 2017, a devenit posibilă selectarea a 5 autocolante favorite – vor fi salvate într-o filă separată.
Stickerele sunt stocate în cloud, astfel încât după instalare pe un dispozitiv, acestea apar automat pe toate dispozitivele.
Pe 6 iulie 2019, Telegram a introdus stickere animate. Un sticker cântărește doar 20-30 de kilobiți. Ca de obicei, orice utilizator poate crea stickere animate – platforma este deschisă tuturor utilizatorilor.

### Nume publice
Telegram vă permite să căutați alți utilizatori nu numai după numărul de telefon, dar utilizați și nume publice (nume utilizator). Dacă se folosește un nume public, atunci puteți trimite un mesaj utilizatorului fără să știți măcar numărul său de telefon. Pentru a partaja un nume public cu prietenii sau în rețelele de socializare, este convenabil să utilizați un link precum t.me/publicname.

### Apeluri vocale
În martie 2017, apelurile vocale au apărut pe Telegram. Apelurile folosesc criptarea completă, cum ar fi chaturile secrete. Ori de câte ori este posibil, apelurile vor trece printr-o conexiune peer-to-peer folosind codecuri audio pentru a economisi traficul. Setările aplicației vă permit să limitați cercul celor care vă pot suna - printre opțiunile propuse: toți utilizatorii, doar persoanele de contact sau nimeni. Alegerea poate fi specificată permițând sau refuzând utilizatorii individuali sau grupurile de utilizatori să efectueze apeluri, în ciuda setărilor generale.

### Editor foto și creare gif
Telegram are un editor foto complet. Spre deosebire de alți messengeri, nu puteți adăuga doar stickere la fotografie, ci și să o retocați complet - puteți schimba luminozitatea, contrastul, saturația culorii etc.
Puteți crea un fișier gif dintr-un videoclip din Telegram. Pentru a face acest lucru, selectați videoclipul din galerie, apoi eliminați sunetul din ea.

## Platforma Telegram Open Network și cripto-ul Gram
Telegram a existat o lungă perioadă de timp ca un proiect numai în detrimentul lui Pavel Durov, iar schema lui de monetizare nu era clară. În 2017, Pavel Durov dezvăluie planurile sale și atrage investiții de 850 milioane de dolari  în planul său de afaceri, care este înregistrat oficial de Comisia americană a Valorilor Mobiliare. În a doua rundă de atragere a investitorilor, au fost atrase alte 1,7 miliarde de dolari. În același timp, înainte de a treia rundă de plasare, Durov a respins aproximativ jumătate din cererile de investiții, investitorii doreau să investească imediat în proiect 3.7 miliarde de dolari. Refuzul lui Pavel Durov de a primi noi investiții se datorează faptului că planul său de atragere a fost depășit în mod repetat. Costul creării unei rețele de Telegram deschise este estimat la 400 de milioane de dolari.

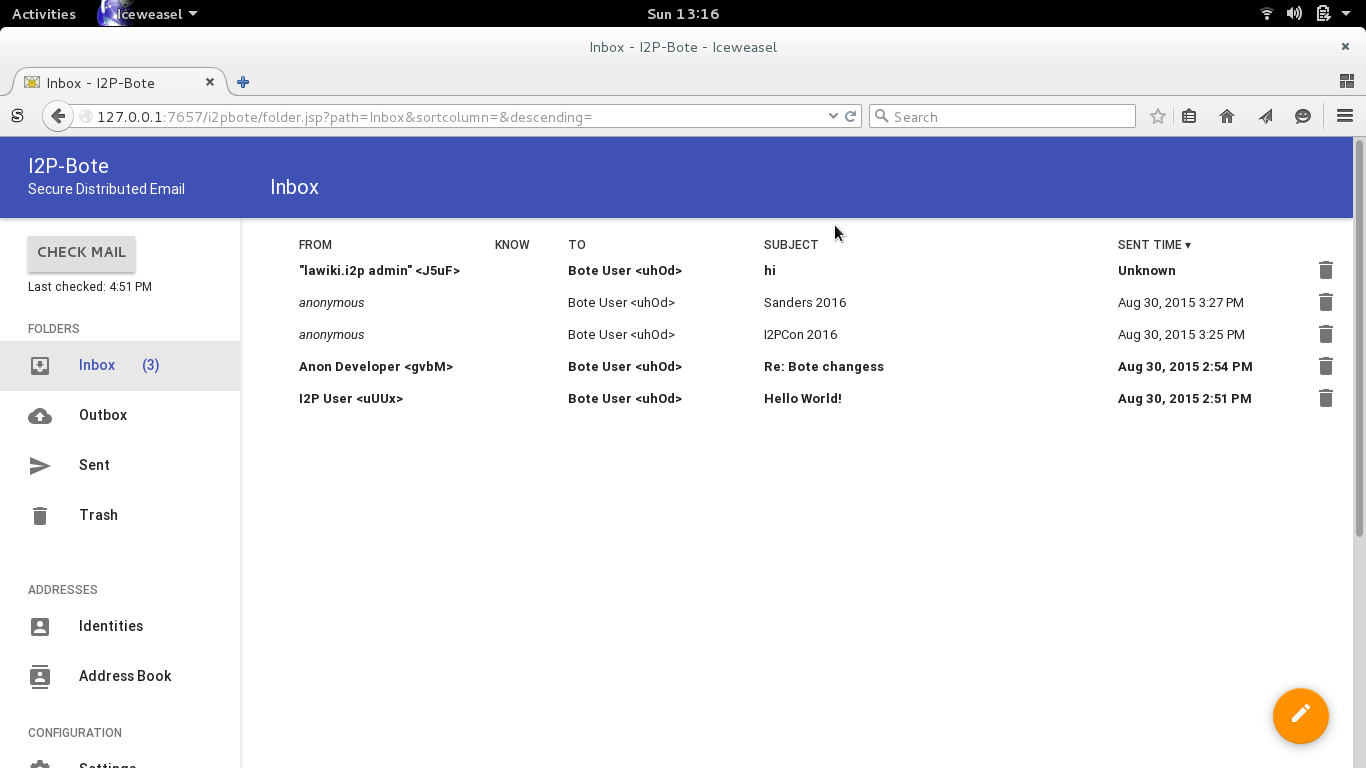
Pavel Durov nu ascunde că ideea sa de a construi o rețea întunecată nu este originală și se bazează pe multe concepte ale I2P. În figură, aplicația bot din "Internetul de umbră" este invizibilă în Internet obișnuit. I2P este un sistem distribuit suprapus care utilizează canalele de Internet existente numai ca un transport și nu utilizează deja adresele IP în sine ca mijloc de conectare a nodurilor. Autoritățile de reglementare guvernamentale nu pot stabili reguli sau filtra conținutul în cadrul rețelelor de tip darknets.

 Din planul de afaceri al lui Pavel Durov rezultă că Telegram, ca messenger, a fost de fapt doar prima fază a unui proiect mai amplu și a fost creată în principal pentru a forma o vastă bază de clienți. Scopul real al proiectului este platforma Telegram Open Network, care oferă servicii de valută cu procesare rapidă, precum și diverse servicii plătite de la Proxy, pentru a ocoli blocajele și boot-urile și stocarea de fișiere care pot fi plătite cu această Gram criptocurrency.

### Darknet Telegram Open Network
TON — este o rețea darknet, cu servicii complete de la plăți la stocarea fișierelor și a aplicațiilor, care se bazează pe paradigma unui sistem distribuit fără a depinde de o conexiune permanentă la serverele de control. Durov, în planul de afaceri, numește cel mai apropiat sistem analogic de tip I2P închis.
Arhitectura platformei TON, la fel ca și alte rețele intunecate, are mai multe niveluri de protecție împotriva încercării de a stabili orice tip de reglementare de stat asupra acesteia (protecția "de cenzură" în textul planului de afaceri al lui Pavel Durov). Conform rapoartelor mass-media, motivul real pentru blocarea Telegram în Rusia este tocmai planul de a crea rețeaua Telegram Open, în care statul își pierde complet controlul asupra tranzacțiilor și datelor de plată și, prin urmare, nu va putea colecta impozite din operațiuni, nu protejează interesele titularilor drepturilor etc.
| Componenta TON | Desemnare                                                                          | Analog           |
| -------------- | ---------------------------------------------------------------------------------- | ---------------- |
| TON Storage    | Distribuit de stocare «torrent» pentru fișiere și servicii                         | Torent, eMule    |
| TON Proxy      | Proxy și anonimer arhitectural similar cu I2P și Tor                               | Tor, I2P         |
| TON Services   | Platformă pentru construirea aplicațiilor distribuite pentru TON                   | I2P              |
| TON Payments   | Sistem de plată, inclusiv pentru microplaturi cu afișare amânată în TON Blockchain | VISA, Mastercard |

### Criptomoneda Gram pentru calcule rapide
Gram este o criptomonedă blockchain Telegram Open Network sau TON pe platforma de blocuri de Telegram. O caracteristică a platformei Gram blockchain este viteza rapidă a tranzacției. Criptomonedele puse în aplicare pe platformele de blocuri ale generațiilor inițiale, datorate vitezei reduse a tranzacțiilor, sunt mai potrivite pentru investiții decât pentru a fi utilizate ca instrument de plată. De exemplu, Bitcoin poate oferi doar 7 tranzacții pe secundă, Ethereum - 15. Viteza platformei Gram blockchain este estimată la milioane de tranzacții pe secundă. Potrivit dezvoltatorilor Gram ar trebui să devină un cripto-analog al Visa și MasterCard.

## Concursuri de căutare a vulnerabilității
În decembrie 2013, Pavel Durov a anunțat un concurs până la 1 martie 2014 pentru un „hack” a protecției Telegram cu un fond de premii de 200 de mii de dolari. Condițiile concursului au fost de a decripta corespondența personală a lui Pavel cu fratele său Nicolai prin „chaturile secrete”, folosind datele criptate schimbate între aplicații și server. E-mailurile lor zilnice conțineau o adresă secretă de e-mail, a cărei decriptare le va permite să primească un premiu.
Pe 23 decembrie 2013, la doar câteva zile de la începutul competiției, utilizatorul «Habrahabra», care nu este expert în criptografie, a descoperit o vulnerabilitate prin faptul că clientul a primit parametri pentru generarea cheilor DH (constante pentru determinarea câmpului de reziduri) de la server fără a verifica, datorită căreia serverul MTProto proprietar ar putea transmite parametri incorecte care nu ofereau puterea criptografică și să efectueze în secret un atac MITM asupra chaturilor secrete. Întrucât nu a putut citi corespondența, mărimea câștigului a fost de doar 100 de mii de dolari. După aceea, clientul a fost actualizat, a fost adăugată o verificare a parametrilor primiți de la server, pentru a reduce semnificativ probabilitatea unui astfel de atac.
În noiembrie 2014, a fost organizată o nouă competiție de trei luni, în care modelul de atac a fost extins, atacatorul a avut ocazia să acționeze ca un server MTProto, schimbând datele trimise. Conform termenilor concursului, a fost necesară crearea „chatului secret”, în timp ce participanții la chat au verificat cheile convenite la deschiderea chatului pe canale de comunicare independente.
Potrivit cercetătorului Moxie Marlinspike și alții, astfel de concursuri nu pot dovedi securitatea criptării și sunt doar înșelătoare. Lipsa câștigătorilor nu înseamnă siguranța produsului, multe astfel de competiții sunt în general necinstite, analiza nu este controlată și efectuată de către persoane aleatorii, iar recompensele sunt adesea prea mici pentru a justifica mulți ani de muncă ai mai multor criptanalisti competenți.

## Critici și conflicte cu autoritățile
Complet blocat
     Parțial blocate (anumiți ISP sau trafic audio)

Complet blocat
Parțial blocate (anumiți ISP sau trafic audio)

Conturile de utilizator sunt legate de numerele de telefon, ceea ce reprezintă unul dintre argumentele cele mai importante ale criticilor Telegram, deoarece nu oferă o anonimitate completă atunci când comunică. Atunci când vă înregistrați cu serviciul și autorizațiile ulterioare ale dispozitivelor noi, numărul de telefon este verificat prin trimiterea unui SMS cu un cod (pe unele OS - interceptat de aplicație) sau printr-un apel telefonic.
Fondatorul WhatsApp, Jan Koum, a subliniat în comentariile pentru Cossa.ru că ideile implementate în aplicația sa sunt utilizate în telegramă.
Serverele de Telegram nu salvează mesaje din chaturi secrete, însă păstrează istoricul conversațiilor obișnuite și conținutul agendei utilizatorilor pe durata serviciului și pentru perioada de inactivitate specificată în setările contului (de la o lună la un an). Criptarea utilizată în messenger nu oferă PFS în toate cazurile.
Clienții oficiali trimit implicit în mod activ toate contactele cu meta-informații despre deschiderea și închiderea unei aplicații și orice utilizator se poate abona la această meta-informație. Pentru a dezactiva această distribuție, trebuie să modificați setările contului dvs.
În mod repetat, s-au exprimat îndoieli cu privire la securitatea protocolului MTProto.
Există rapoarte că diverse grupuri teroriste pot folosi messengerul atât pentru comunicare, cât și pentru propagandă. În particular, grupul terorist IG (ISIL) a folosit Telegrame pentru a distribui declarațiile sale mai mult de 14 mii de abonați în mai mult de 30 de canale în diferite limbi. Cu toate acestea, echipa de Telegram se implică activ în căutarea și blocarea în continuare a acestor canale.